# ولاية البليدة
ولاية البليدة (بالأمازيغية :ⵜⴰⵎⵏⴰⴹⵏ ⵏ ⴱⵍⵉⴷⴰ) ، تقع في شمال الجزائر تشكل مساحتها جبال الأطلس (الأطلس المتيجي) إلى الجنوب، وسهل متيجة في الجزء الشمالي، ومدينة البليدة عاصمة متيجة تدعى بمدينة الورود، يحدها من الشمال الجزائر العاصمة وتيبازة ومن الغرب عين الدفلى ومن الجنوب المدية ومن الشرق البويرة وبومرداس؛ وهي مركز إداري وتجاري وتشتهر بمنتجاتها الزراعية والصناعة الغذائية، وتتمتع بمناظر سياحية جميلة.
وهي محاطة بالحدائق الكروم البرتقال والزيتون وأشجار اللوز وحقول القمح والشعير والتبغ وشتى أصناف الفاكهة، وتشتهر بإنتاجها لمستخلصات الأزهار.
وعموما فإن الأطلس المتيجي يحتل جزءا مهما من المساحة الإجمالية للولاية، والغابات تغطي مساحة 65.253 هكتارا، أي 44.14 بالمائة من مساحة الولاية.

## التاريخ
كان الاحتلال الفرنسي للجزائر انطلاقا من مدينة الجزائر نحو متيجة والتيطري ومنطقة القبائل مصاحبا لمجازر رهيبة قام بها القادة الفرنسيون في متيجة وحول جبال جرجرة.
| رقم | الحدث              | التاريخ         | المكان       |
| --- | ------------------ | --------------- | ------------ |
| 01  | معركة متيجة        | 11 نوفمبر 1839م | متيجة        |
| 02  | معركة وادي العلايق | 31 ديسمبر 1839م | وادي العلايق |
| 03  | معركة بني مراد     | 11 أفريل 1842م  | بني مراد     |

### التاريخ العام
لا يستشهد هذا القسم بمصادره بشكل كافٍ (أبريل 2017).
يذكر ابن خلدون مدينة رومانية تسمى متيجة والتي دمرتها قبائل الزنيت. يزعم رحالة إنجليزي يدعى دكتور شو، زار المنطقة في القرن الثامن عشر، أن مدينة البليدة تأسست على آثار رومانية.
وبحسب العقيد كورنيل تروميلي، كانت تعيش في محيط البليدة قبائل في السهل. وأهمها مدينة بني خليل في الجنوب وحجار سيدي علي في الشمال. وعاشت قبائل أخرى في الجبال مثل بني صلاح.

### التاريخ الاداري
بعد استقلال الجزائر، أصبحت أراضي الولاية الحالية جزءا من ولاية الجزائر وولاية المدية. بعد التقسيم الإداري سنة 1974، تمت ترقية البليدة إلى رتبة ولاية.
وفي عام 1984، اعتمدت ولاية البليدة حدودا إقليمية جديدة مقسمة بين تسع وعشرين بلدية واثنتي عشرة دائرة. وفي عام 1997، تم دمج أربع بلديات: سيدي موسى، أولاد شبل، بيرتوتة وتسالة المرجة، في ولاية الجزائر الكبرى.

## الدوائر والبلديات
يبلغ عدد دوائر البليدة 10، وبلدياتها 25 بينها 17 بلدية يفوق عدد سكانها 30 ألف نسمة، وهذه قائمة الدوائر ببلدياتها:
1)-شرق الولاية:
- دائرة الأربعاء (02 بلديتان: الأربعاء وصوحان)
- دائرة مفتاح (02 بلديتان: مفتاح، الجبابرة)
- دائرة بوقرة (03 بلديات: بوقرة، أولاد سلامة، حمام ملوان)
- دائرة بوعينان (02 بلديتان: بوينان، الشبلي)

2)- شمال الولاية:
- دائرة بوفاريك (03 بلديات: بوفاريك، الصومعة، قرواو)
- دائرة وادي العلايق (03 بلديات: وادي العلايق · بني تامو · بن خليل)

3)- وسط الولاية:
- دائرة البليدة (02 بلديتان: البليدة، بوعرفة)
- دائرة أولاد يعيش (03 بلديات: أولاد يعيش · بني مراد · الشريعة)

4)- غرب الولاية:
- دائرة موزاية (03 بلديات: موزاية · عين الرمانة · الشفة)
- دائرة العفرون (02 بلديتان: العفرون · وادي جر)

## السكان
| ذكور   | فئة عمرية     | إناث   |
| ------ | ------------- | ------ |
| 1٬414  | 85 سنة وأكثر  | 1٬509  |
| 2٬298  | 80 إلى 84 سنة | 2٬232  |
| 4٬727  | 75 إلى 79 سنة | 4٬767  |
| 6٬885  | 70 إلى 74 سنة | 7٬059  |
| 9٬422  | 65 إلى 69 سنة | 8٬938  |
| 11٬950 | 60 إلى 64 سنة | 11٬055 |
| 17٬058 | 55 إلى 59 سنة | 15٬315 |
| 21٬887 | 50 إلى 54سنة  | 20٬317 |
| 25٬131 | 45 إلى 49 سنة | 24٬311 |
| 32٬787 | 40 إلى 44 سنة | 32٬295 |
| 37٬962 | 35 إلى 39 سنة | 37٬941 |
| 41٬389 | 30 إلى 34 سنة | 40٬816 |
| 49٬433 | 25 إلى 29 سنة | 48٬580 |
| 52٬612 | 20 إلى 24 سنة | 51٬698 |
| 51٬709 | 15 إلى 19 سنة | 49٬548 |
| 46٬841 | 10 إلى 14 سنة | 44٬706 |
| 42٬504 | 5 إلى 9 سنوات | 40٬825 |
| 52٬988 | 0 إلى 4 سنوات | 50٬716 |
| 607    | غير معروف     | 707    |

## الزوايا
- «زاوية سيدي المربوسي» بالأربعاء.[3]
- «زاوية سيدي خير الدين» ببني موسى.[4]
- «الزاوية الحبيبية» ببوفاريك.[5]
- «زاوية سيدي السعيد» ببن خليل.[6]
- «زاوية سيدي النميلي» بصوحان.[7]
- «زاوية سيدي الحبشي» ببن خليل.[8]
- «زاوية الهلال» بالشبلي.[9]
- «زاوية الشيخ بن عيسى» بقرواو.

## التعليم الجامعي
تضم هذه الولاية العديد من الجامعات ومؤسسات التعليم الجامعي، منها:
- جامعة سعد دحلب [10]
- جامعة علي لونيسي [11]
- المدرسة الوطنية العليا للري [12]

## محطات القطار

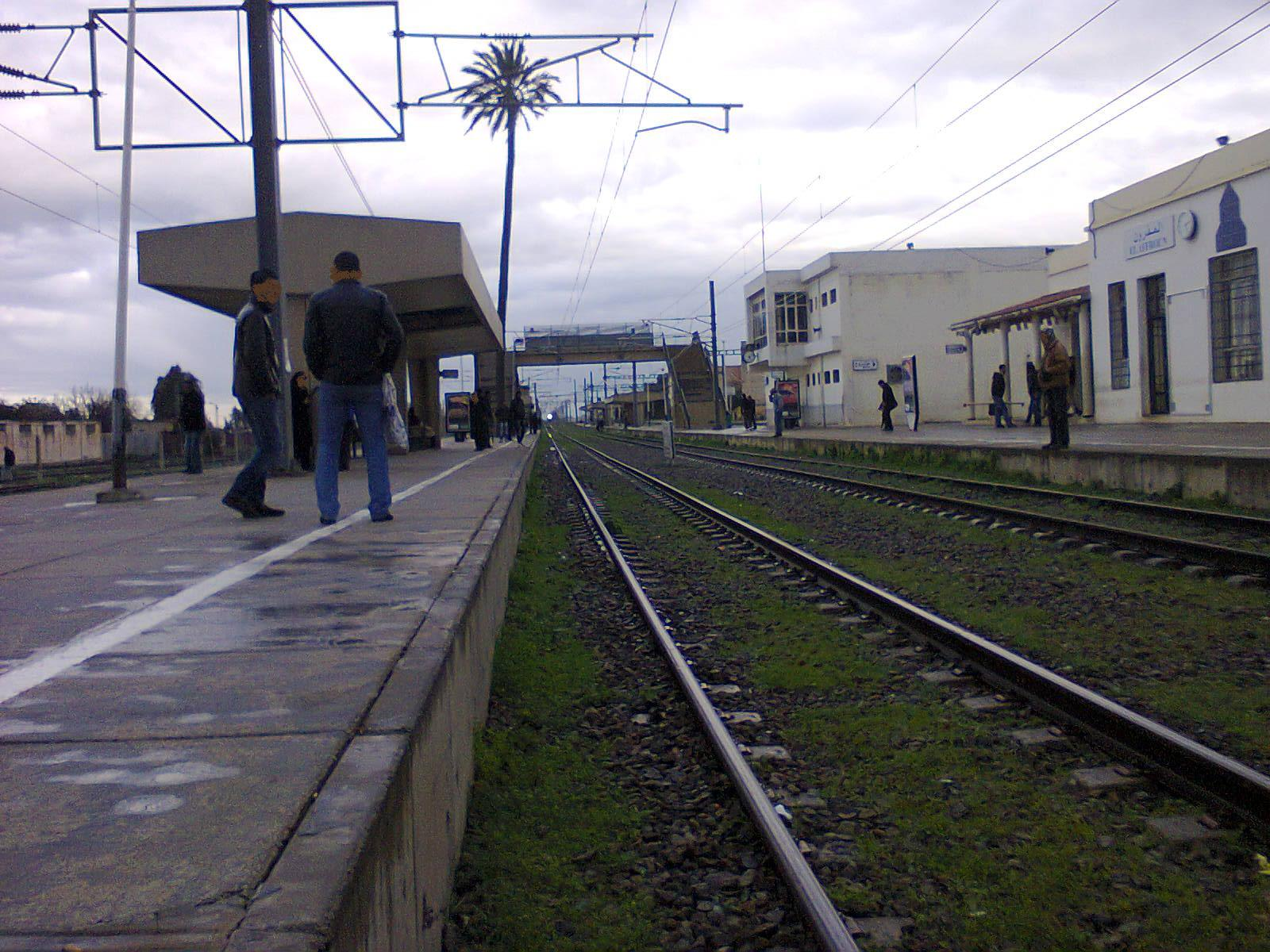
محطة قطار العفرون

تضم شبكة النقل بالسكك الحديدية في ولاية البليدة العديد من محطات القطار:
- محطة قطار البليدة
- محطة قطار بني مراد
- محطة قطار بوفاريك
- محطة قطار الشفة
- محطة قطار العفرون
- محطة قطار موزاية

## الوديان

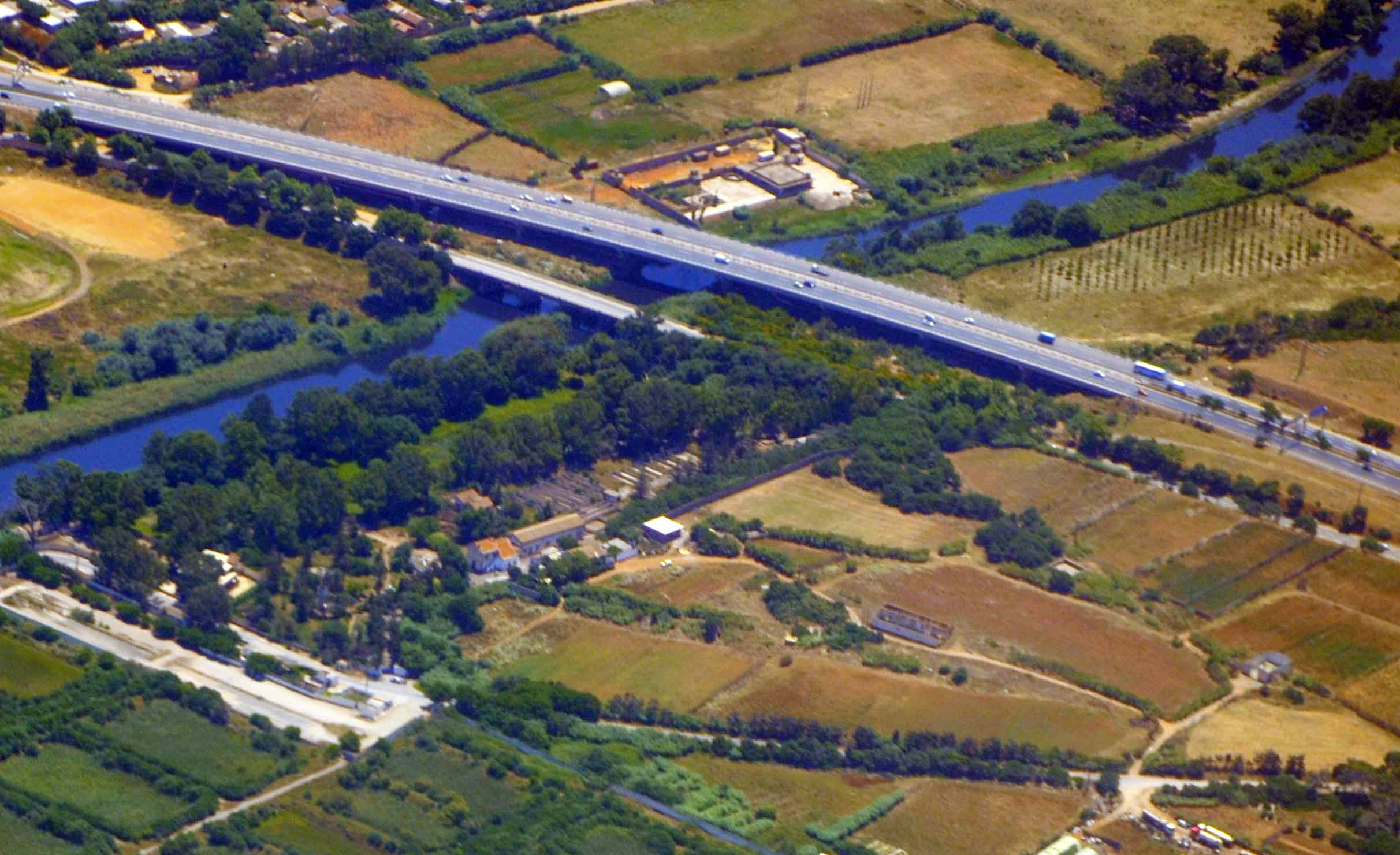
وادي مزفران

يتضمن إقليم هذه الولاية العديد من الوديان منها:
- وادي الحراش
- وادي الحميز
- وادي مزفران
- وادي الشفة
- وادي بني عزة

## السياحة

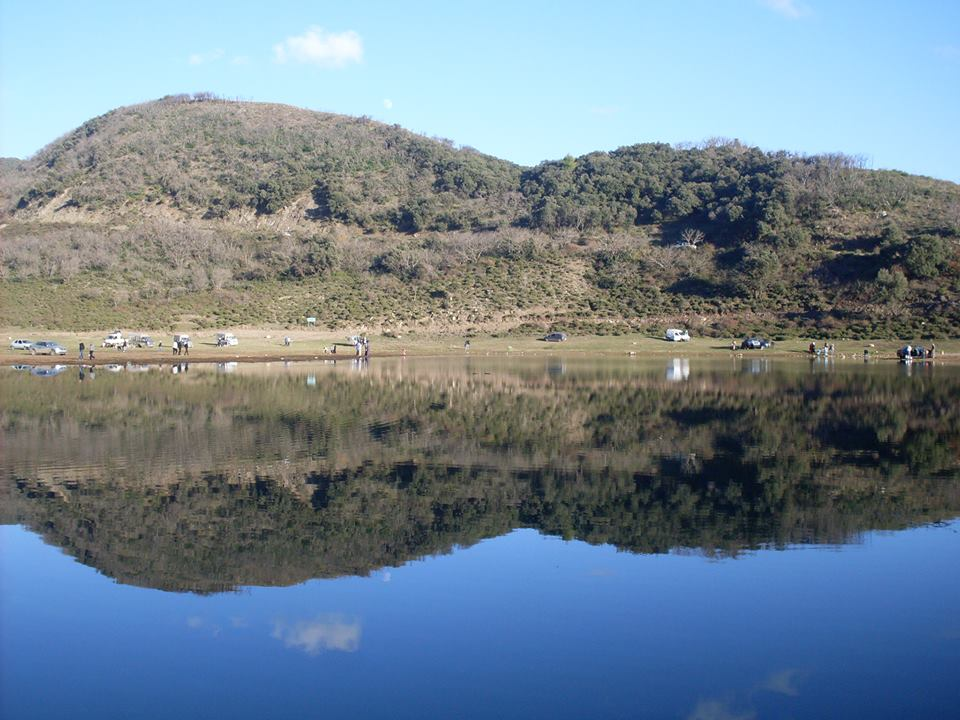
بحيرة الضاية

تتميز ولاية البليدة بالسياحة البيئية بالدرجة الأولى من خلال الحظيرة الوطنية للشريعة التي تحتل 67 % من مساحتها، وأهم أقطابها السياحية:
- مرتفعات الشريعة المشهورة بمرافق التزلج على الثلوج خلال فصل الشتاء، والتي تتميز بأشجار الأرز الأطلسي التي تجعل الجو منتعشا وجميلا طوال العام، مما يحذ بالبعض إلى التخييم بها في الصيف.
- الحمامات المعدنية كحمام ملوان وهي وسط الجبال شرق الولاية، إضافة إلى منطقة المقطع الأزرق التي انتعشت فيها السياحة الجبلية أيضا.
- مضايق الشفة السياحية بشلالاتها وانتشار القرد المغاربي، والتي تتواجد على الطريق الوطني رقم واحد، وتربط الشمال بالجنوب والبليدة بالمدية.

وهي ثلاث أقطاب رئيسية للسياحة في الولاية، ورغم أن الكثير يتعرف إلى هذه المناطق، إلا أن هناك كنوزا أخرى، بدأت تحظى باهتمام بالغ بدأ يظهر مؤخرا، سواء من السلطات المحلية أو أبناء المنطقة، من أجل خلق مناطق أخرى، أهمها سيدي سالم ببلدية بوعرفة، وبحيرة الضاية (وهي أعلى بحيرة في الجزائر) في مرتفعات بلدية عين الرمانة، وأيضا منطقة النحاوة، التي بدأ اكتشافها مؤخرا في نفس البلدية، وأيضا بالأربعاء بواد السوناطرو تتواجد مجموعة من الينابيع المالحة بمنطقة مويلحة وسط غابات تتماشى والواد مخترقة سفوح الجبال المحيطة.

## الصناعة
تزخر ولاية البليدة بالعديد من الصناعات، لا سيما المرتبطة بالموارد المتوفرة محليا. فخيرات متيجة الفلاحية ووجود قطب جامعي متكامل المتمثل في جامعة البليدة شجعا بروز وازدهار نشاط الصناعات الغذائية كمؤسسات عمور، سيم، سوسيمي للمصبرات والعجائن والمياه المعدنية وغيرها.
نجد كذلك مؤسسات ناشئة تنمو باستمرار في مجال الرسكلة واعادة تدوير النفايات خاصة مع توجه الدولة لتثمينها لفوائدها الاقتصادية والبيئية ومن بينها شركة الإخوة الهواري لاسترجاع، إعادة اتدويرو تصدير الورق وكذا مؤسسة Raskalat Tout في بوينان المتخصصة في استرجاع ورسكلة مختلف النفايات الصلبة.

## نواب ولاية البليدة في المجلس الشعبي الوطني
يبلغ عدد النواب في المجلس الشعبي الوطني عن ولاية البليدة 14 نائبا خلال الدورة التشريعية 2017م-2022م التي انطلقت بعد 4 ماي 2017م.
التوزع الجنسي لنواب البرلمان عن ولاية البليدة (2017م-2022م)
يتوزع نواب البرلمان عن ولاية البليدة في الدورة التشريعية 2017م-2022م وفق الجنس حسب النسب التالية:
1. النواب النساء: 4 (28.57 %).
2. النواب الرجال: 10 (71.43 %).

### التوزيع الحزبي
الانتماء الحزبي لنواب البرلمان عن ولاية البليدة (2017م-2022م)
يتوزع نواب البرلمان عن ولاية البليدة في الدورة التشريعية 2017م-2022م حسب عدة قوائم حزبية:
1. حركة مجتمع السلم: 1 نائب (7.14 %).
2. التجمع الوطني الديمقراطي: 2 نواب (14.29 %).
3. جبهة التحرير الوطني: 9 نواب (64.29 %)
4. الجبهة الوطنية الجزائرية: 1 نائب (7.14 %).
5. الأحرار: 1 نائب (7.14 %).

### القائمة الاسمية للنواب خلال العهدة التشريعية 2017م-2022م
1. حورية مونية لعوادي (التجمع الوطني الديمقراطي).[16]
2. أمينة أبركان (جبهة التحرير الوطني).[17]
3. عقيلة رابحي (جبهة التحرير الوطني).[17]
4. غنية الدالية (جبهة التحرير الوطني).[17]
5. عبد النور خليفي (حركة مجتمع السلم).[18]
6. عبد القادر طيب الزغيمي (التجمع الوطني الديمقراطي).[16]
7. مسعود أقنيني (جبهة التحرير الوطني).[17]
8. علال عليوة (الجبهة الوطنية الجزائرية).[19]
9. منير جعدي (جبهة التحرير الوطني).[17]
10. لمين عصماني (الأحرار).
11. رشيد جبار (جبهة التحرير الوطني).[17]
12. الهواري تيغرسي (جبهة التحرير الوطني).[17]
13. عمر منصور (جبهة التحرير الوطني).[17]
14. جمال ماتسيكي (جبهة التحرير الوطني).[17]

## شخصيات
- محمد بابا عمر
- أمحمد يزيد
- يحي بوسحاقي
- محفوظ نحناح
- جيلالي سفيان
- دلال مروة عاشور
- رابح درياسة
- عائشة عجوري
- عبد القادر معزوز
- دحمان بن عاشور
- أمحمد بن رضوان
- جمال بوعيشة
- كمال جحمون
- نور الدين دريوش
- عيسى فوكة
- أحمد رافع
- عبد القادر زعاف
- صالح أوقروت

## وصلات خارجية
- خبار بلادي.. الجزائر.. البليدة